# フィラゴリア (小惑星)
フィラゴリア (274 Philagoria) は小惑星帯にある典型的な小惑星である。1888年4月3日にウィーンでヨハン・パリサによって発見され、オルミュッツ（現チェコ領オロモウツ）にあった保養クラブにちなんで命名された。